# Адер (округ, Айова)
Шаблон:StateAbbr_ 41°19′50″ пн. ш. 94°28′16″ зх. д. / 41.330555555556° пн. ш. 94.471111111111° зх. д.
Округ Адер (англ. Adair County) — округ (графство) у штаті Айова, США. Ідентифікатор округу 19001.

## Історія
Округ утворений 1851 року.

## Демографія
За даними перепису
2000 року
загальне населення округу становило 8243 осіб, усе сільське.
Серед мешканців округу чоловіків було 4036, а жінок — 4207. В окрузі було 3398 домогосподарств, 2324 родин, які мешкали в 3690 будинках.
Середній розмір родини становив 2,89.
Віковий розподіл населення поданий у таблиці:
| Стать    | До 15 років | 15-21 | 22-29 | 30-39 | 40-49 | 50-65 | 65-85 | Понад 85 |
| -------- | ----------- | ----- | ----- | ----- | ----- | ----- | ----- | -------- |
| Чоловіки | 808         | 408   | 281   | 488   | 665   | 623   | 673   | 90       |
| Жінки    | 762         | 349   | 285   | 511   | 582   | 660   | 812   | 246      |

## Суміжні округи
- Гатрі — північ
- Медісон — схід
- Юніон — південний схід
- Адамс — південний захід
- Кесс — захід

## Виноски
1. ↑  U.S. Decennial Census. United States Census Bureau. Архів оригіналу за 26 квітня 2015. Процитовано 13 липня 2014.
2. ↑  Historical Census Browser. University of Virginia Library. Архів оригіналу за 11 серпня 2012. Процитовано 13 липня 2014.
3. ↑  Population of Counties by Decennial Census: 1900 to 1990. United States Census Bureau. Архів оригіналу за 22 квітня 2014. Процитовано 13 липня 2014.
4. ↑  Census 2000 PHC-T-4. Ranking Tables for Counties: 1990 and 2000 (PDF). United States Census Bureau. Архів оригіналу (PDF) за 18 грудня 2014. Процитовано 13 липня 2014.
5. ↑  State & County QuickFacts. United States Census Bureau. Архів оригіналу за 7 червня 2011. Процитовано 13 липня 2014. [Архівовано 2011-06-07 у Wayback Machine.](англ.) Наведено за англійською вікіпедією.
6. ↑  American FactFinder. Бюро перепису населення США. Архів оригіналу за 26 лютого 2012. Процитовано 31 січня 2008. [Архівовано 2008-05-21 у Wayback Machine.]

| США | Це незавершена стаття з географії США. Ви можете допомогти проєкту, виправивши або дописавши її. |